# Culoptila aguilerai
Culoptila aguilerai là một loài Trichoptera hóa thạch trong họ Glossosomatidae. Loài này is gevonden ở miền Tân nhiệt đới.